# Иван Коев
Иван Недялков Коев е български офицер, генерал-майор, командир на рота от 44-ти пехотен полк и 27-и пехотен чепински полк през Първата световна война (1915 – 1918), началник на канцелария в Министерството на войната (1944) и на Регентството (1944) през Втората световна война (1941 – 1945) и началник на канцеларията на Председателството на републиката (1947).

## Биография
Иван Коев е роден на 2 януари 1891 г. в Палици, Княжество България. На 22 септември 1913 г. е произведен в чин подпоручик.
По време на Първата световна война (1915 – 1918) първоначално е командир на рота от 44-ти пехотен полк, за която служба съгласно заповед № 355 от 1921 г. по Министерството на войната „за отличия и заслуги през втория период на войната“ е награден с Военен орден „За храброст“, IV степен, 1-ви клас. По-късно е командир на рота от 27-и пехотен чепински полк, за която служба съгласно заповед № 464от 1921 г. по Министерството на войната „за отличия и заслуги през третия период на войната“ е награден с Орден „Св. Александър“ V степен с мечове в средата.] На 5 октомври 1916 г. е произведен в чин поручик.
След войната през 1919 г. е произведен в чин капитан, от 1928 г. е майор, на 3 септември 1932 г. е произведен в чин подполковник. За антимонархическа дейност е уволнен през 1935 г.
След Деветосептемврийския преврат е върнат на служба и произведен в чин полковник със старшинство към от 3 октомври 1936 г. и в генерал-майор със старшинство към 4 октомври 1941 г.
По време на Втората световна война (1941 – 1945) първоначално с МЗ № 123 от 14 09 1944  е назначен за началник на канцелария в Министерството на войната, по-късно същата година е назначен за началник на канцелария на Регентството, а от 1947 г. е началник на канцелария на Председателството на републиката. По-късно същата година е уволнен от служба.

## Военни звания
- Подпоручик (22 септември 1913)
- Поручик (5 октомври 1916)
- Капитан (1919)
- Майор (1928)
- Подполковник (3 септември 1932)
- Полковник (3 октомври 1936)
- Генерал-майор (3 октомври 1941)

## Награди
- Военен орден „За храброст“, IV степен, 1-ви клас (1921)
- Орден „Св. Александър“ V степен с мечове в средата (1921)